# Aardenburg (stad)

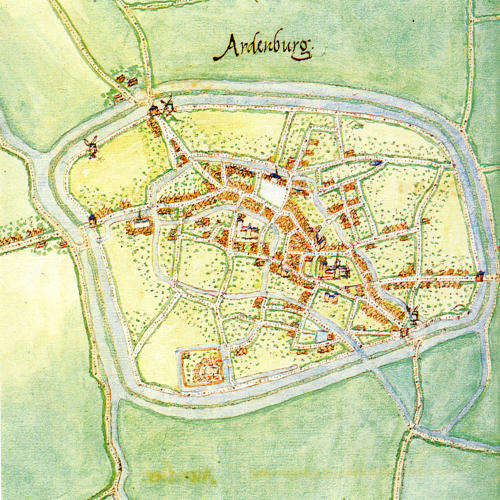
Aardenburg in ca. 1560 door Jacob van Deventer

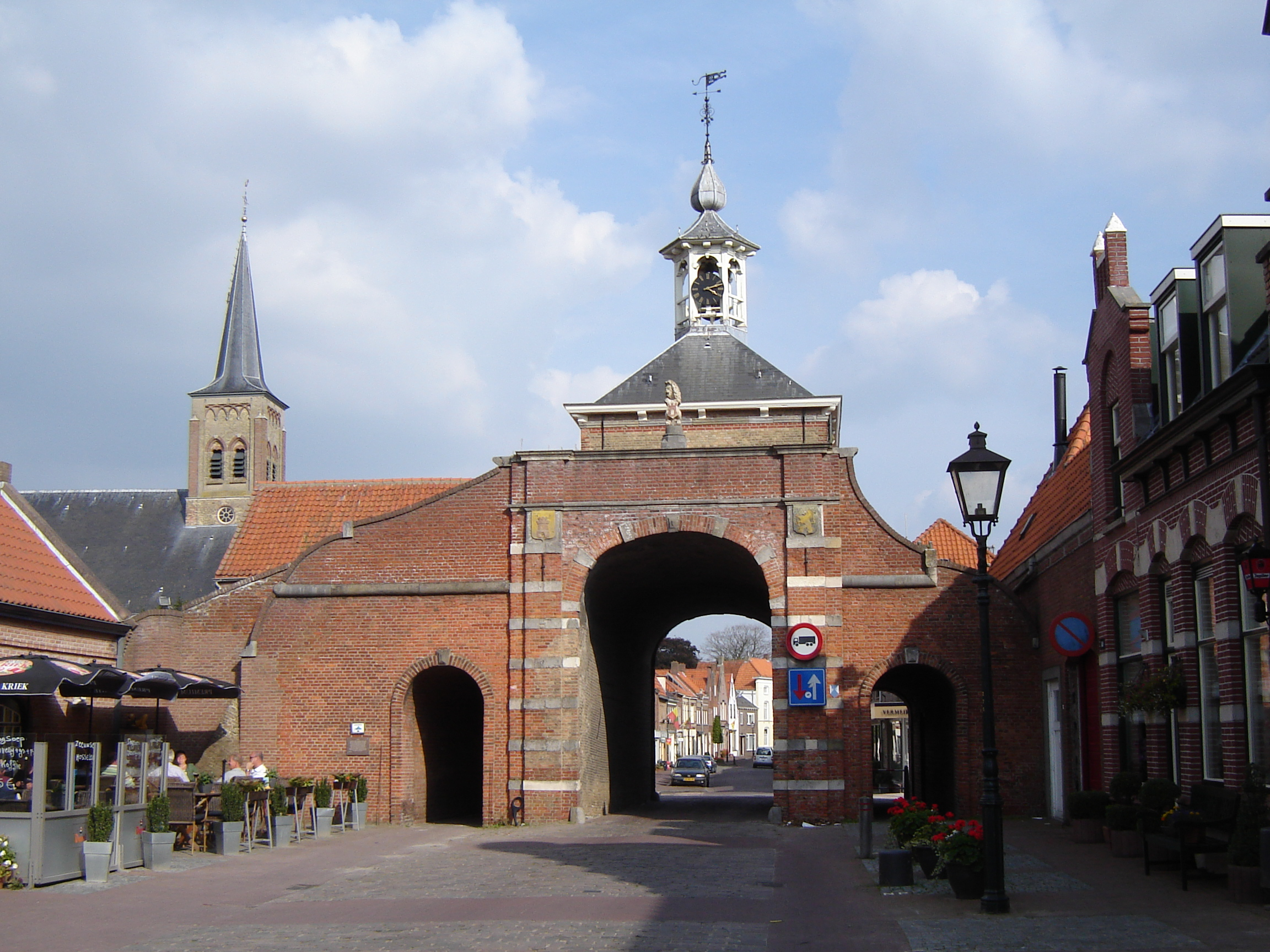
Westpoort

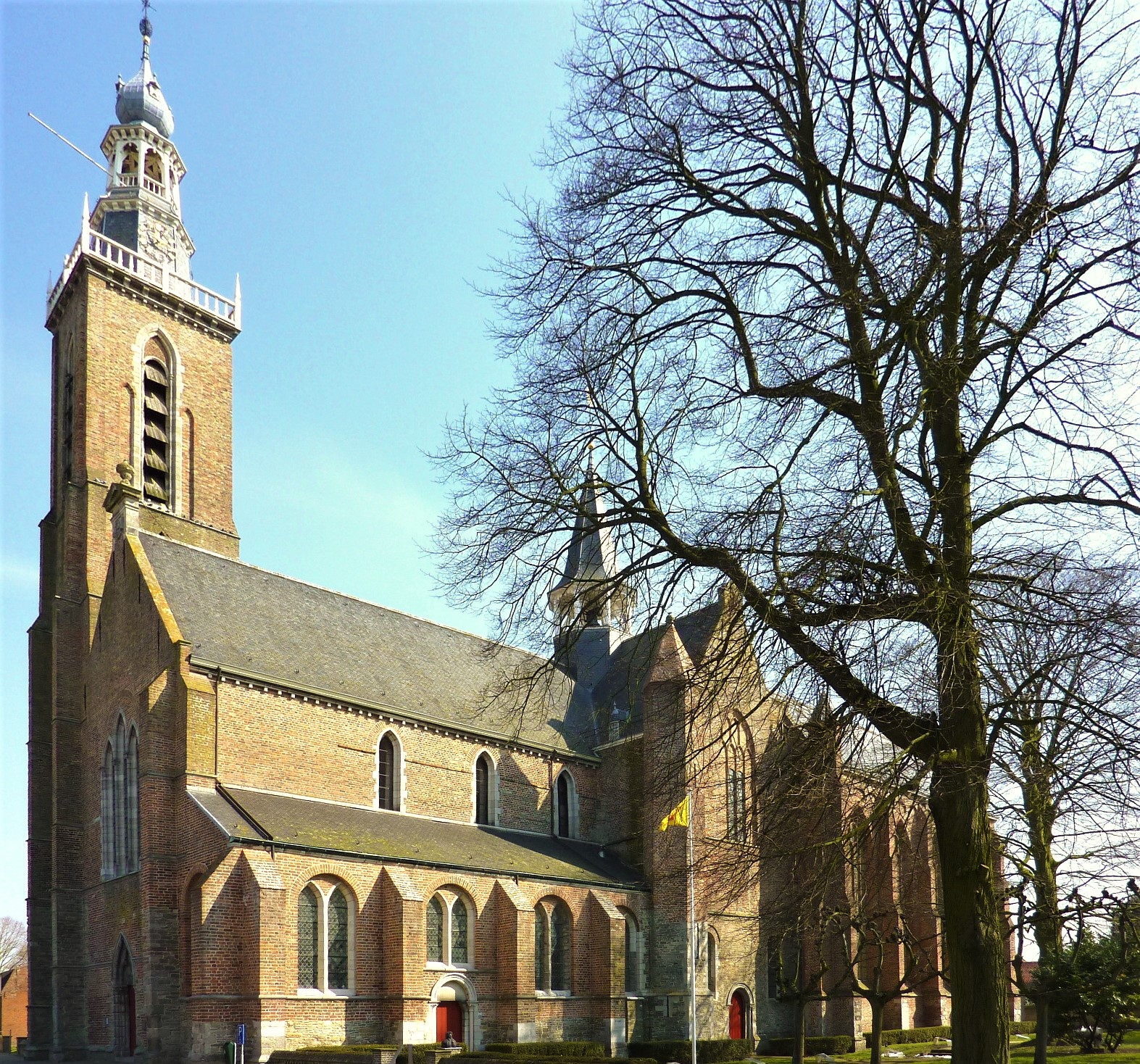
Sint-Bavokerk in 2013

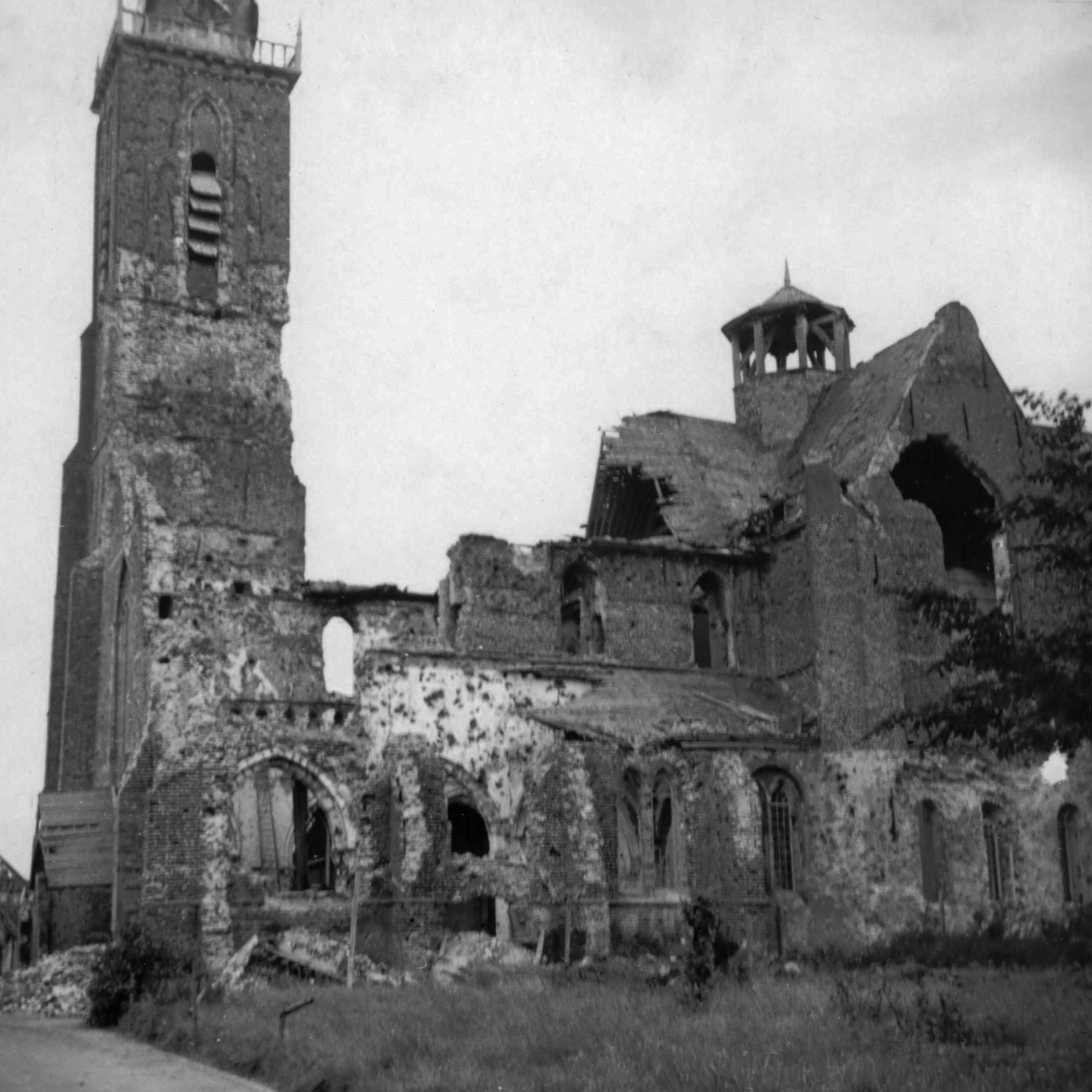
Sint-Bavokerk in 1944

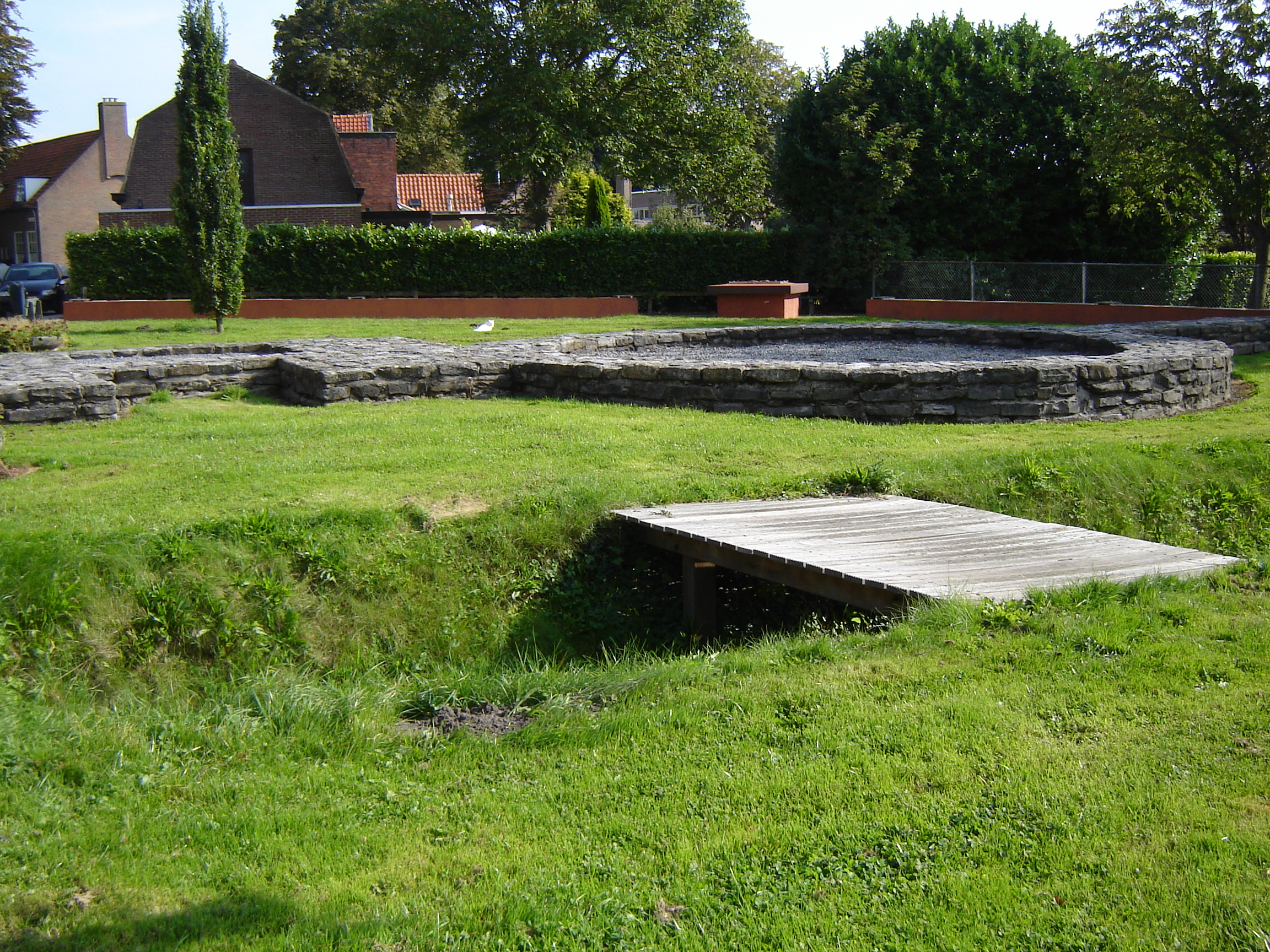
Gereconstrueerde Romeinse funderingen

Aardenburg (Zeeuws: Aernburg), middeleeuws Rodenburg, is een stad in de Nederlandse provincie Zeeland. Aardenburg ligt in het westelijke deel van Zeeuws-Vlaanderen en behoort tot de gemeente Sluis. Aardenburg vormde tot 1995 een zelfstandige gemeente, waarvan ook de kernen Eede, Sint Kruis en de buurtschap Draaibrug deel uitmaakten. In 1995 fuseerde de gemeente Aardenburg met de gemeente Sluis, waarbij de gemeente Sluis-Aardenburg werd gevormd. In 2003 ging deze al op in de nieuwe gemeente Sluis. Aardenburg is tevens de oudste stad van de provincie Zeeland. Aardenburg heeft 2.465 inwoners (2023), die Aardenburgers worden genoemd.

## Geschiedenis

### Oudheid
Aardenburg was al bewoond in de Middensteentijd, maar werd pas een werkelijk grote nederzetting in de Romeinse tijd, toen na 174 castellum Aardenburg werd gebouwd, een castellum voor de kustbewaking van de grenzen van het Romeinse Rijk. Aardenburg lag toen nog aan een riviertje, dat een verbinding met de zee gaf. Dat Aardenburg in die tijd *Rodanum zou hebben geheten, is een aantrekkelijke maar nog niet bewezen hypothese. Andere oude benamingen van Aardenburg zouden zijn Rodenborgh (966), Redanburg, Rodanburg (1089), Redenborg (1173), Eerdenburg (1177) en Ardenborgh (1251).
Het fort werd omstreeks 225 verlaten; het bewijs hiervoor is dat toen een burgerlijk tempeltje is gesticht binnen de militaire muren. Tussen 260 en 274 in de tijd van het Gallische keizerrijk was Aardenburg weer in gebruik als fort. Het werd ontruimd doordat het natuurlijk milieu veranderde. Een aanval van Germaanse stammen kan eveneens een rol hebben gespeeld.
De archeologische site beslaat een oppervlakte van ongeveer 1 km²; een deel van het fort is zichtbaar, maar de meeste vondsten zijn overgebracht naar het museum.

### Middeleeuwen
De Vikingen maakten het de monniken van de Gentse Sint-Baafsabdij, die het land in leen hadden verworven, moeilijk het te ontginnen, maar na 925 was de rust voldoende hersteld om een kerk te bouwen: de Sint-Bavokerk. Ook de economie herstelde zich en het middeleeuwse Aardenburg, aanvankelijk Rodanburg geheten, was een van de 17 Vlaamse steden die tot de Londense Hanze behoorden. In 1279 werd voor het eerst melding gemaakt van de Eede, een waterloop die in verbinding stond met het Zwin. Er werd bij Slepeldamme, waar de Ee in het Zwin uitmondde, een sluis gebouwd om de vaarweg te verbeteren.
Aardenburg had twee kerken: de Sint-Bavokerk, gesticht in 959 door de Sint-Baafsabdij te Gent, en de Mariakerk die de grootste kerk was. Zij bedienden respectievelijk de parochies Bewester Eede en Beooster Eede. De Mariakerk was in de middeleeuwen een belangrijk bedevaartsoord waar zich een miraculeus Mariabeeld bevond dat door vele pelgrims en ook hoogwaardigheidsbekleders werd bezocht. Dit beeld werd in 1572 door de watergeuzen kapotgeslagen.
Aardenburg kreeg stadsrechten in 1187. Reeds in 1299 werden er versterkingen om de stad aangebracht in opdracht van graaf Gwijde van Dampierre. In 1383 werd Aardenburg echter door de Gentenaars verwoest. 

### Tachtigjarige Oorlog
Toen de Staatsen in 1604 de stad innamen werd de stad verder versterkt. De meeste delen van de stad die buiten de omwalling vielen werden gesloopt. Nog altijd ligt het Marktplein daardoor aan de rand van het stadje. De huizen buiten de nieuwe vesting die niet gesloopt werden werden aangeduid als de buurtschap Oude Stad. Deze naam bleef tot de nieuwbouwprojecten van de 20ste eeuw in gebruik. De laatste atlas die Oude Stad nog als buurtschap noemt stamt uit 1950. In 1625 viel de Mariakerk ten offer aan de aanleg van een nieuwe versterking. In 1641 probeerde een Spaans leger de stad met een list in te nemen. De bedoeling was dat vermomde soldaten de stadspoort op zouden blazen met karren die gevuld waren met granaten. Een soldaat trof echter daags tevoren een Italiaan, vermomd als boer. Na gevangenneming en ondervraging vertelde hij van de plannen. Toen de karren naderden, werden deze beschoten met kanonnen, waarna de Spanjaarden op de vlucht sloegen.

### Vroegmoderne tijd
Na 1648 raakten de versterkingen in verval, maar ze werden in het Rampjaar 1672, bij de inval van de Fransen, nog gebruikt. De berenning door de Fransen werd toen afgeslagen. De vaandrig Elias Beeckman heeft daarbij grote dapperheid getoond, maar ook kolonel Albert Spindler, commandant van Aardenburg, kan met ere worden genoemd en de Aardenburgse Margaretha Sandra. Van 1688-1701 werden de wallen geslecht. Ze zijn nog goeddeels in het landschap zichtbaar. Van de vier stadspoorten bleef enkel de Westpoort bestaan.
Menno van Coehoorn legde toen, in het kader van de Spaanse Successieoorlog, nieuwe versterkingen aan, waarbij het water van de Ee langs de Elderschans en de Kruisdijkschans via de huidige Stierskreek naar het Lapscheurse Gat en verder naar het Zwin werd geleid.
In 1830 maakte Aardenburg, tijdens de Belgische Opstand, nog een tijdelijke bezetting door de Belgen mee.

### Moderne geschiedenis
Vanaf 1887 had Aardenburg tramverbindingen van de Stoomtram-Maatschappij Breskens - Maldeghem (SBM) richting Draaibrug (en verder naar Sluis, Oostburg, Schoondijke en Breskens) en de andere kant uit naar Eede en Maldegem).
In 1890 kwam er een verbinding bij van de NMVB naar het West-Vlaamse  Middelburg en verder naar Moerkerke – Brugge. Vanaf 1935 was er motortractie, de lijn werd opgeheven in 1940.
Vanaf 1 augustus 1948 werd het reizigersvervoer van de Stoomtram-Maatschappij Breskens - Maldeghem gestaakt, in september 1949 werd ook het goederenvervoer stilgelegd en de tramsporen opgebroken. Sinds 1948 wordt het vervoer verzorgd door busdiensten.
In 1944 werden in Aardenburg vele huizen, en ook de Sint-Bavokerk, vernield. Tijdens de naoorlogse restauratie kwamen allerlei belangwekkende vondsten aan het licht, waaronder een 20-tal van binnen beschilderde grafkelders uit de 13e en 14e eeuw, die door Jan van Hinte alle zijn nagetekend.
Rond 1956 werden opgravingen verricht waarbij vuurstenen voorwerpen uit 5000 v.Chr. werden ontdekt. Ook de Romeinse nederzetting werd toen gevonden. Veel vondsten zijn terechtgekomen in het archeologisch museum dat in 1969 werd geopend.

## Bezienswaardigheden
Aardenburg is een schilderachtige plaats met een groot aantal bezienswaardige gebouwen. Vooral aan de Weststraat vindt men een aantal oude huizen. Het historische karakter van het stadje heeft ook kunstenaars aangetrokken. Zo vindt men er een aantal galerieën.

### Kerken
- De Sint-Bavokerk is de belangrijkste bezienswaardigheid. Deze kerk is in Nederland het meest complete voorbeeld van een kerk in de stijl van de Scheldegotiek.
- De Maria Hemelvaartkerk is een neogotische kerk die in 1850 is ingewijd en P.J. Soffers tot architect had. De kerk heeft nog een gaaf interieur en bevat het beeld van Onze Lieve Vrouw met de Inktpot. De hieraan verbonden legende verhaalt van een wever die ter dood veroordeeld was en in de gevangenis een visioen kreeg waarin Maria verscheen met een inktkoker en een rol perkament waar ze iets op schreef. De wever moest het overhandigen aan de oudste schepen van de stad. Dat deed hij, terwijl hij op het schavot stond en werd onmiddellijk vrijgelaten. Niemand kwam te weten wat daar werd neergeschreven, maar Aardenburg werd een centrum van pelgrimage. Het verhaal stamt echter uit het eind van de 18e eeuw en is weer een verbastering van andere verhalen die op hun beurt weer voortkwamen uit de misinterpretatie van details van een eerder Mariabeeld te Brugge. Een kopie daarvan werd in 1871 in een nis in de voorgevel van de kerk geplaatst terwijl in 1875 ook een houten kopie in de kerk werd geplaatst. De Maria Hemelvaartkerk is een Stufenhallekerk. In 1927 werd het koor vervangen.
- De Doopsgezinde kerk "Het Lam tot Aardenburgh". De doopsgezinden moesten uit de zuidelijke Nederlanden vluchten, maar ze mochten ook in de noordelijke Nederlanden hun geloof niet openlijk belijden. Ze kregen weliswaar in 1615 toestemming om een kerk op te richten, maar het werd aanvankelijk tegengewerkt. Pas in 1636 kwam een schuurkerk tot stand, waar in 1693 het huis aan de straat aan werd toegevoegd. De aanvankelijke schuur werd in 1793 verbouwd tot de huidige vermaning. In 1888 heeft men het huis aan de straatzijde vervangen door een neogotische voorbouw. De oorspronkelijke schuurkerk staat nog steeds los van de voorgevel.
- De voormalige Mariakerk
- Ontmoetingskerk

## Overig
- De Westpoort of Kaaipoort is de enige nog intacte stadspoort. Ze stamt uit 1650 en wordt Kaaipoort genoemd omdat ze vroeger op de haven uitkwam. Deze werd in 1813 gedempt. De onderdoorgangen voor de voetgangers zijn aangebracht in 1925. De Westpoort is laag, aangezien ze oorspronkelijk in de wal was ingebouwd en daar niet boven uit kwam.
- Het voormalig Burgerweeshuis aan de Weststraat 22 heeft een dubbele trapgevel met natuurstenen versieringen uit 1631.
- De Kikkerfontein op het Kaaiplein die verwijst naar de bijnaam van de Aardenburgers, die kikkers genoemd worden. Deze naam is afkomstig van het groene uniform van de plaatselijke fanfare. De inwoners van Aardenburg hebben de naam kikkers als geuzennaam aangenomen. De fontein toont karakteristieke inwoners van de belangrijkste kernen van de voormalige gemeente Aardenburg, uiteraard in de vorm van waterspuwende kikkers.

- Op de Markt het voormalig stadhuis uit 1952 en een muziekkiosk uit 1909. Ook een gedenknaald uit 1920 ter herdenking van landbouwpionier George Auguste Vorsterman van Oyen.
- Delen van stadswallen zijn nog te vinden. De Wallen van Aardenburg zijn een natuurgebied van het Zeeuwse Landschap.
- De resten van het Romeinse castellum Aardenburg (de gerestaureerde fundamenten van de Romeinse Porta Principales) aan de Burchtstraat.
- De Elderschans, een landgoed met park.

## Musea
Het Museum Cultuurforum Aardenburg is sinds 2023 het archeologische museum van Aardenburg aan de Sint-Baafskerk. De voorloper, het Gemeentelijk Archeologisch Museum Aardenburg bevond zich tot 2023 aan de Marktstraat in een 17e-eeuws winkelpand. Het werd geopend in 1969 en het bevat voorwerpen uit de Romeinse tijd (castellum Aardenburg) en ook, onder andere, voorwerpen zoals grafstenen die in het verdronken middeleeuwse dorp Hannekenswerve zijn gevonden. Er is een heemtuin en men vindt er de resten van een Gallo-Romeins tempeltje. Daarnaast zijn er vuurstenen voorwerpen te zien die uit 5000 v.Chr. stammen. Er is een skelet van een Germaans krijger te vinden die een gat in zijn schedel heeft, mogelijk opgelopen bij gevechten met de Romeinen.
In 2016 raakte het museum een grote Europese subsidie kwijt, waardoor een verhuizing naar het oude stadhuis niet door kon gaan. Later kwam de huidige locatie aan de Sint-Baafskerk in beeld. Maar de verbouwing van dit pand liep anderhalf jaar vertraging op, waardoor het nieuwe Museum Cultuurforum Aardenburg op de nieuwe locatie pas in 2023 open kon.

## Natuur en landschap
Aardenburg ligt in het zeekleipoldergebied op een hoogte van ongeveer 1,5 meter. De Wallen van Aardenburg en het landgoed Elderschans zijn overblijfselen van de Staats-Spaanse Linies en natuurgebied. Vooral ten oosten en ten westen van het stadje liggen kreken, zoals de Stierskreek en de Oude Biezenkreek. Ten oosten van Aardenburg ligt, ten zuiden van de historische Sint-Pietersdijk, het Hoogland van Sint Kruis, een opduiking van het pleistoceen met hoogten tot 2,5 meter.

## Moderne architectuur
De Nederlandse architect J.P. Kloos ontwierp in 1949 een sportpark met paviljoen en openluchtzwembad; het laatste opende in 1951. Beide zijn nog steeds in gebruik na de nodige vernieuwingen.

## Geboren in Aardenburg
- Rein Valkhoff (1899-1971), schrijver van kinderboeken
- Antoine Braet (1942-2021), taalkundige en hoogleraar
- Frans Dieleman (1942-2005), geograaf en hoogleraar
- Ate de Jong (1953), filmregisseur, scenarioschrijver en filmproducent
- René Tas (1963), Commandant Zeestrijdkrachten (viceadmiraal) Koninklijke Marine
- Jozias Jacob Leijs (1868-1926), onderwijzer, bestuurder, politicus
- Abraham Johannes de Smit van den Broecke (1801-1875), marineofficier en minister van Marine

## Gehuchten
Tot de stad Aardenburg behoren de volgende gehuchten en buurtschappen: Draaibrug, Groenewoud, Polderstraat/Steenoven, en Smedekensbrugge.

## Externe links

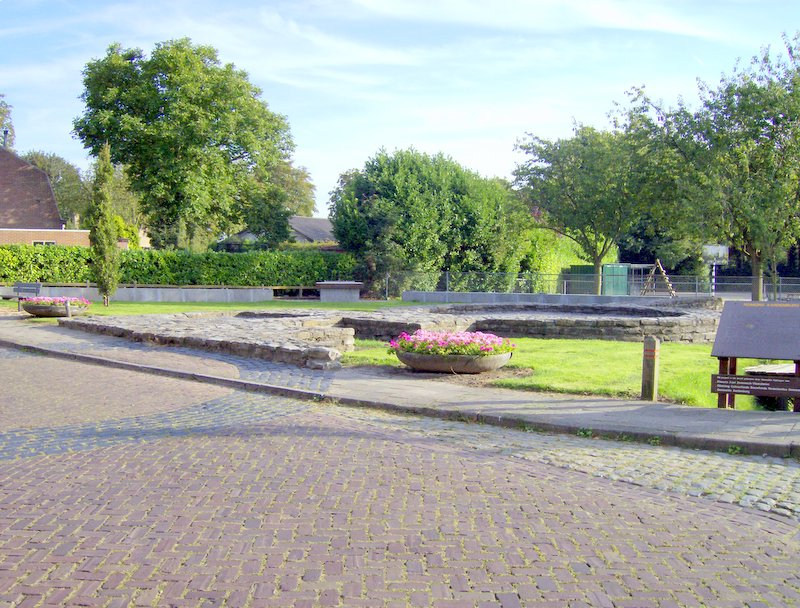
Restant van de Romeinse nederzetting Castellum.
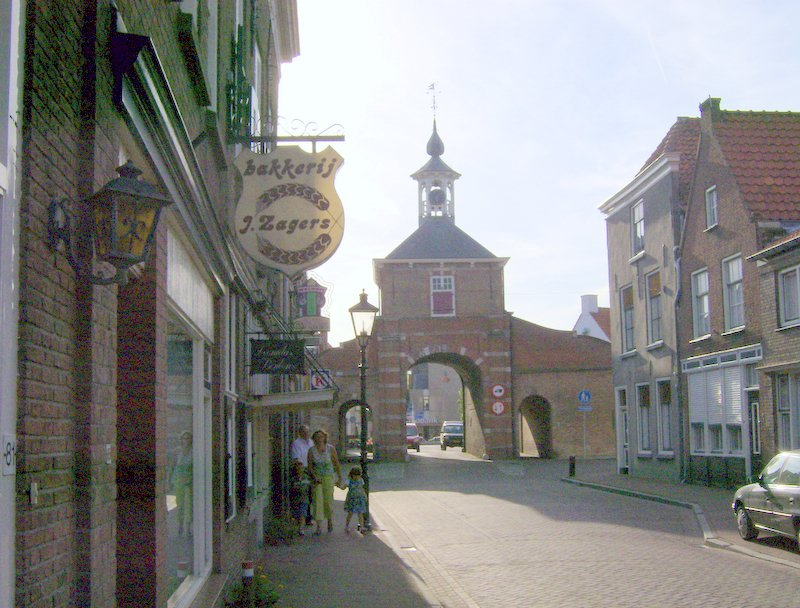
Kaaipoort
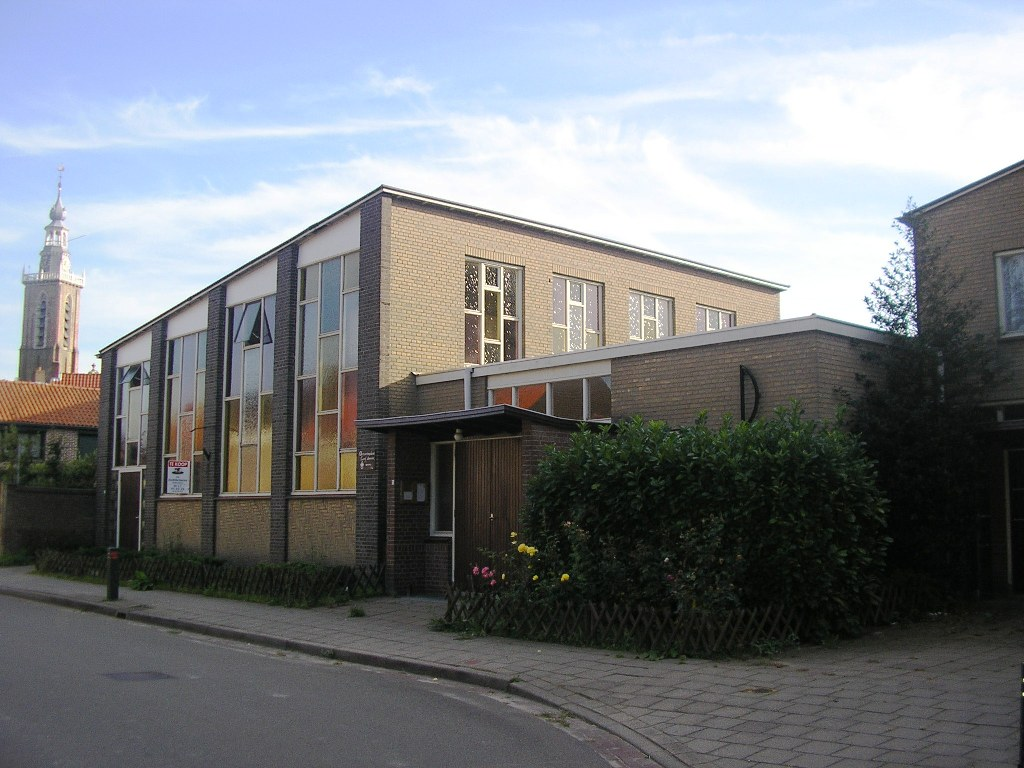
Voormalige Gereformeerde Kerk 1969-2006.
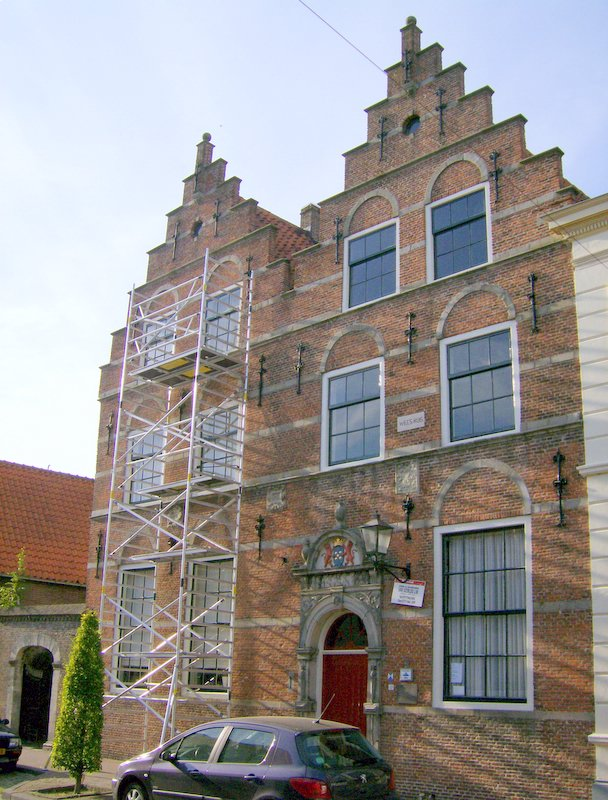
Voormalig Burger Weeshuis.
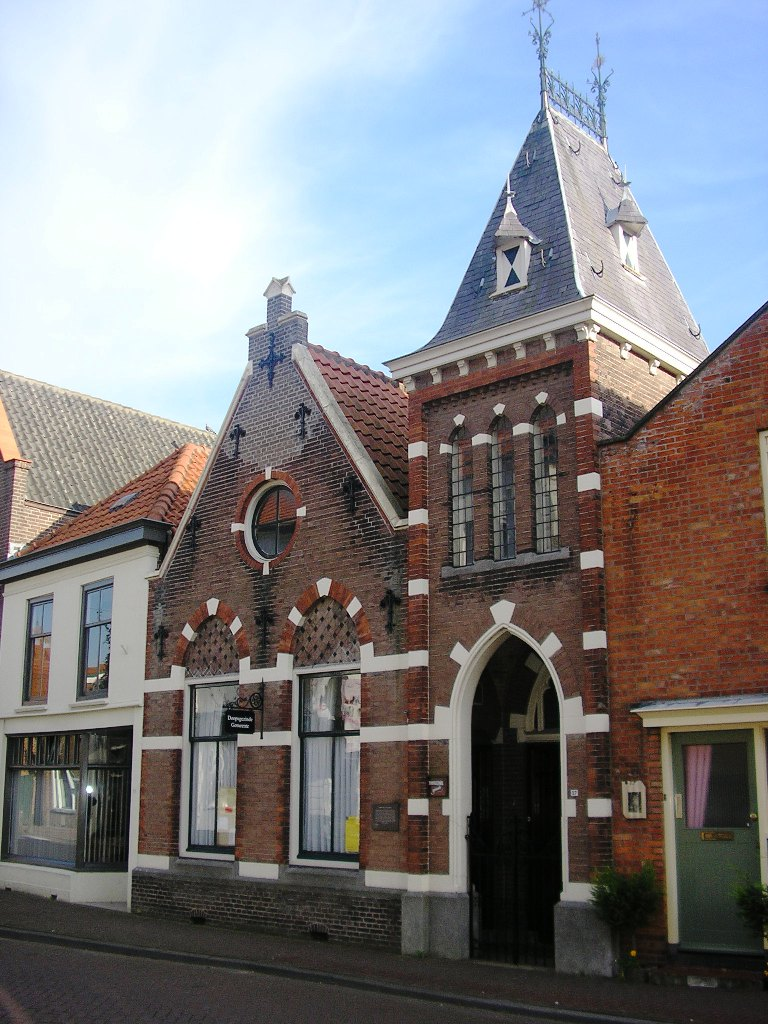
Doopsgezinde Gemeente 1793.
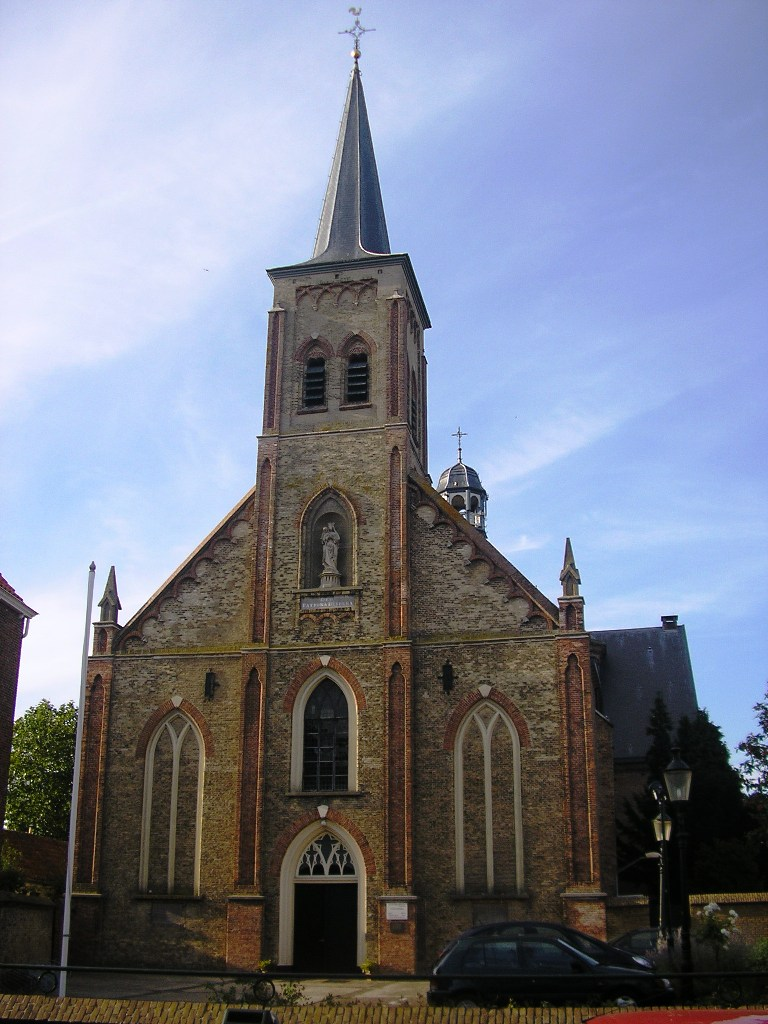
R.K.Kerk Maria Hemelvaart 1850.
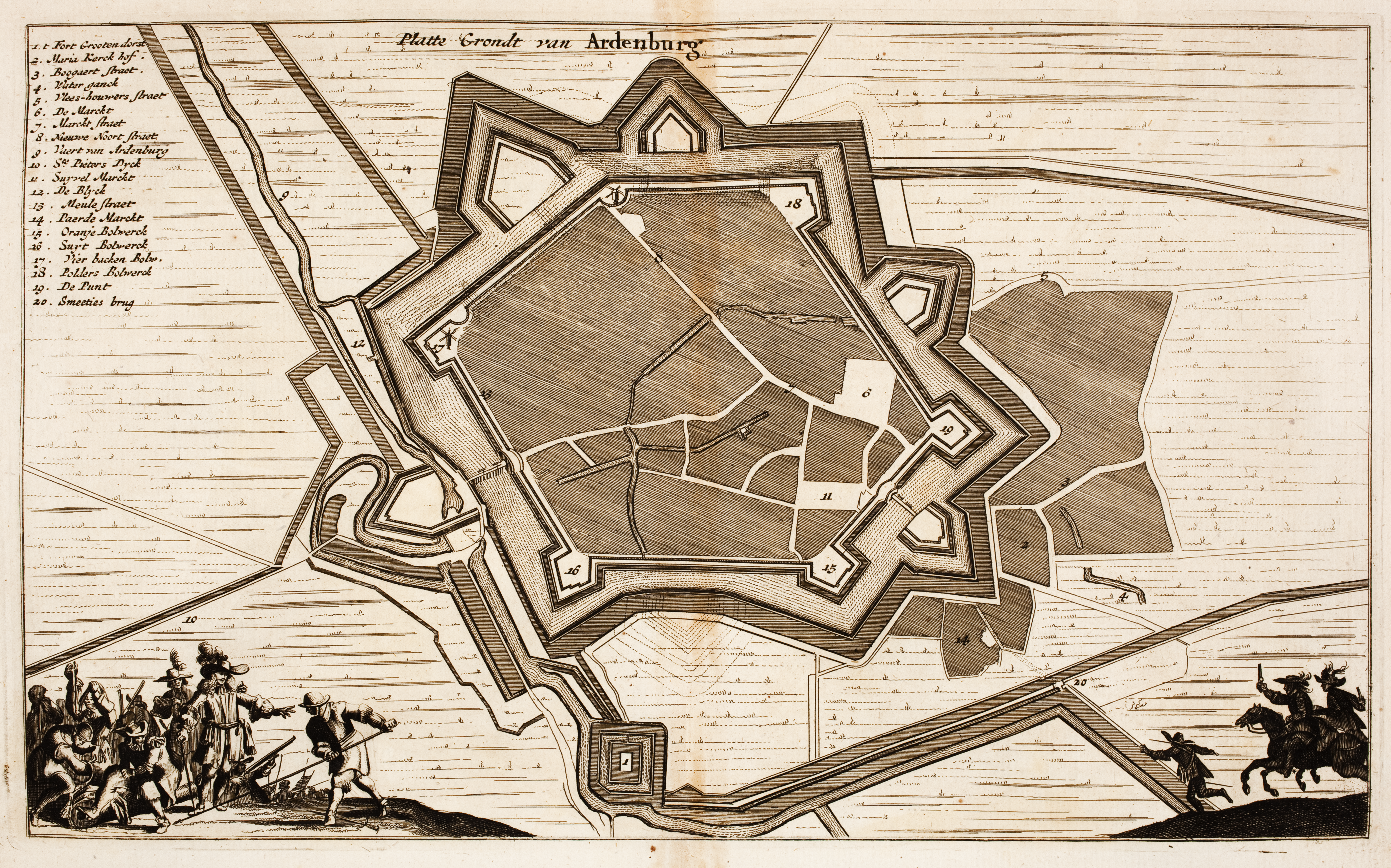
Fortificaties van Aardenburg, voor 1675

## Nabijgelegen kernen
Draaibrug, Heille, Eede, Sint Kruis